# Collines Montérégiennes
Collines Montérégiennes (również po prostu Montérégiennes) – łańcuch liniowo ułożonych, odizolowanych od siebie wzgórz w kanadyjskiej prowincji Quebec, w regionach Montreal i Montérégie. Dwa skrajnie położone, naprzeciwległe wzgórza dzieli ok. 90 km.
Łaciński termin Mons Regius („góra królewska”) został użyty w  1903 przez montrealskiego geologa Franka Dawsona Adamsa po raz pierwszy na określenie nie tylko samej Mont Royal (fr. „góra królewska”), ale również ośmiu innych wzgórz o podobnej budowie geologicznej rozrzuconych na nizinie Świętego Wawrzyńca na wschód od Montrealu.
Z łacińskich słów Mons Regius, pierwotnie odnoszących się wyłącznie do montrealskiej Mont Royal, powstał francuski przymiotnik  montérégien określający prowincję geologiczną do której należy grupa wzgórz utworzonych z alkalicznych skał plutonicznych. Wzgórzem najlepiej do dziś poznanym spośród  Collines Montérégiennes jest Mont Royal wznosząca się w centrum Montrealu, na wyspie Île de Montréal. Od prowincji geologicznej Montérégienne (a więc i pośrednio od samych wzgórz) nazwano jeden z quebeckich regionów administracyjnych, Montérégie.
Skały, które można znaleźć we wzgórzach znacznie różnią się składem od skał z innych obszarów doliny Rzeki Świętego Wawrzyńca. Różnią się również od skał osadowych z Appalachów, które rozciągają się na wschód od doliny Rzeki Świętego Wawrzyńca.

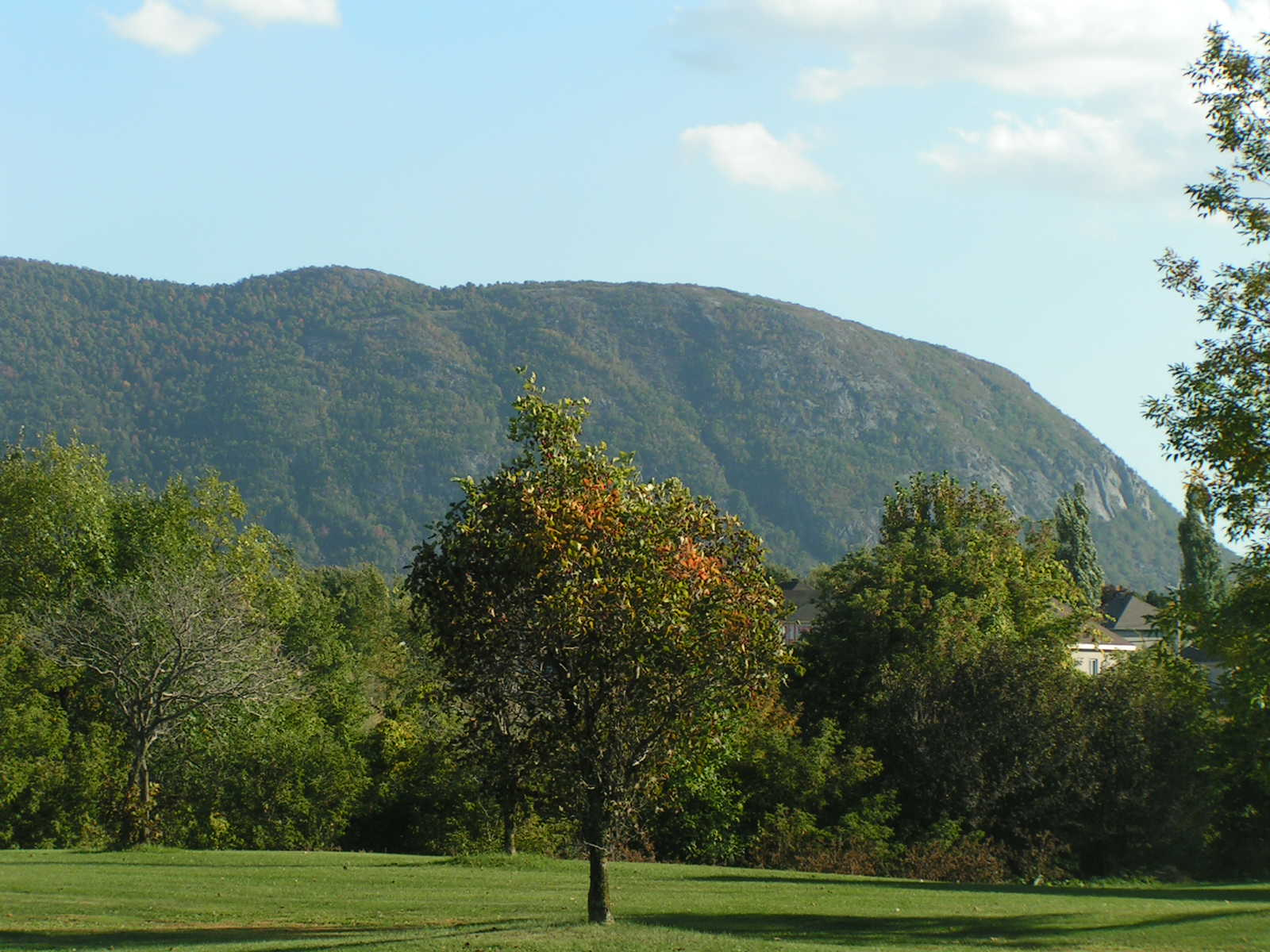
Mont Saint-Hilaire

Tradycyjnie do wzgórz Collines Montérégiennes zalicza się Mont Royal, Mont Saint-Bruno, Mont Saint-Hilaire, Mont Rougemont, Mont Saint-Grégoire, Mont Yamaska, Mont Shefford i Mont Brome.
Niektórzy autorzy dodają do tej listy również górę Mont Mégantic oraz wzgórza Collines d'Oka. Mont Mégantic leży w regionie Estrie, daleko na wschód od reszty wzgórz. Pomimo że znajduje się w Appalachach, różni się od nich składem skał, które go budują. Również ze względu na budowę geologiczną do Collines Montérégiennes zaliczane bywają położone w regionie Laurentides nad jeziorem Lac des Deux Montagnes wzgórza Collines d'Oka.
Lista wzgórz należących do Collines Montérégiennes w kolejności z zachodu na wschód, wraz z wysokością:
- Collines d'Oka* (250 m)
- Mont Royal (233 m),
- Mont Saint-Bruno (218 m),
- Mont Saint-Hilaire (411 m),
- Mont Saint-Grégoire (251 m),
- Mont Rougemont (381 m),
- Mont Yamaska (416 m),
- Mont Shefford (526 m),
- Mont Brome (553 m),
- Mont Mégantic* (1105 m).